# Stephan Ludwig Roth

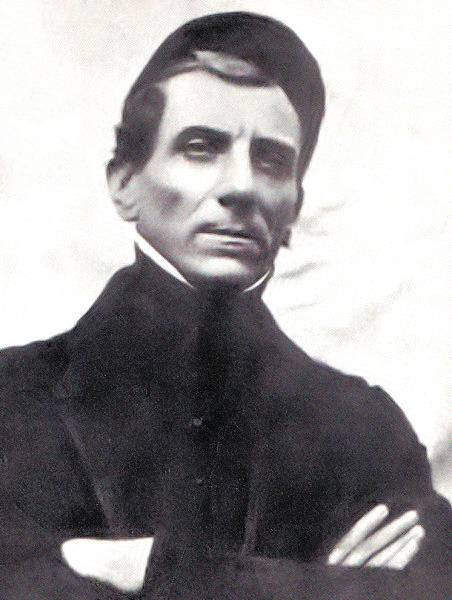
Stephan Ludwig Roth

Stephan Ludwig Roth, Lithographie von August Prinzhofer, 1850

Stephan Ludwig Roth (* 24. November 1796 in Mediasch; † 11. Mai 1849 hingerichtet in Klausenburg) war ein siebenbürgisch-sächsischer Pfarrer, Lehrer, Schulreformer, Schriftsteller und Politiker. 

## Leben
Stephan Ludwig Roth wurde als Sohn des Lehrers und evangelischen Pfarrers Stephan Gottlieb Roth in Mediasch geboren. Er besuchte das Gymnasium in Mediasch und Hermannstadt, wo er 1816 die Reifeprüfung ablegte. Ein Stipendium ermöglichte es ihm, ab 1817 Theologie an der Universität Tübingen zu studieren. Im Frühjahr 1818 lernte er auf einer Reise in Karlsruhe Wilhelm Stern kennen, der ihn mit dem Gedankengut von Pestalozzi bekannt machte. Er unterbrach daraufhin 1818 sein Studium um nach Yverdon zu Pestalozzi zu ziehen. Ab 1. Januar 1819 übernahm er dort den Lateinunterricht nach der Pestalozzischen Methode. Noch in Yverdon begann er mit der Arbeit an einem Werk über den Unterricht in den alten Sprachen.
Anfang 1820 forderte sein Vater ihn zu Rückkehr nach Siebenbürgen auf. Roth trat im April 1820 die Rückreise an, machte aber Station in Freiburg, Karlsruhe und Tübingen, wo er innerhalb von vier Tagen eine Abhandlung über Das Wesen des Staates als eine Erziehungsanstalt für die Bestimmung des Menschen schrieb, aufgrund derer er zum Doktor der Philosophie und Magister der freien Künste promovierte. Auf einer Zwischenstation in Wien musste er die Erfahrung machen, dass seinen neuen Erziehungsideen wenig Gegenliebe entgegengebracht wurde. Es wurde ihm sogar verboten, seinen im Ausland erworbenen Doktorgrad zu führen.
Im September 1820 war er wieder in Siebenbürgen, wo er für seine pädagogischen Reformpläne warb, anfangs ohne großen Erfolg zu haben. 1821 wurde er Gymnasialprofessor in Mediasch, 1828 zuerst Konrektor und 1831 Rektor des Gymnasiums. Er versuchte einige der Pestalozzi-Methoden im Mediascher Schulwesen einzuführen, beispielsweise das Turnen und Singen als Unterrichtsfächer zu etablieren. Mit seinen modernen Ideen kam Roth mit dem konservativen Lehrerkollegium in Konflikt. Nachdem er zwei Berufungen zum Pfarrer abgelehnt hatte, nahm er 1834 die Berufung zum ersten Prediger an der evangelischen Kirche in Mediasch an. 1837 wurde er zum Pfarrer von Nimesch gewählt, wo auch schon sein Vater gewirkt hatte, und 1847 zum Pfarrer in der Nachbargemeinde Meschen.
Derweilen verstärkten sich in Ungarn und auch in Siebenbürgen, das damals noch habsburgisches Kronland war, die Magyarisierungstendenzen der Ungarn gegen die anderssprachigen Landesbewohner. Als Anfang 1842 auf dem Landtag in Klausenburg über die Sprachenfrage debattiert wurde, begann Roth die Arbeit an einer Schrift, die er im Mai 1842 unter dem Titel Der Sprachkampf in Siebenbürgen. Eine Beleuchtung des Woher und Wohin? veröffentlichte. Diese brachte ihm von ungarischer Seite erhebliche Angriffe ein. Sein Widerstand gegen die Magyarisierung und von den Ungarn als provokativ empfundene Aussagen, wie 

„Ich sehe nicht die Notwendigkeit, diesem Land eine neue ofizielle [sic!] Landessprache zu verordnen. Wir besitzen bereits eine Landessprache. Diese ist weder die deutsche noch die ungarische Sprache, sondern die rumänische Sprache, die Sprache der Bevölkerungsmehrheit.“

 zog ihm sogar den Hass der Ungarn zu.
Um das Deutschtum in Siebenbürgen zu stärken, warb Roth in Württemberg um Einwanderer nach Siebenbürgen. Daraufhin kamen im März 1846 307 Familien mit 1.460 Personen. Dadurch wurde er in den Augen vieler Ungarn erst recht zum meistgehassten Siebenbürger Sachsen.
Während der Revolutionswirren von 1848 blieb Roth kaisertreu und wurde vom Feldmarschallleutnant Anton Puchner zum kaiserlich bevollmächtigen Kommissär für die sogenannten „13 sächsischen Dörfer“ im Komitat Kokelburg ernannt, die er unter die Verwaltung der benachbarten sächsischen Stühle Schäßburg und Mediasch stellte.
Nachdem die ungarische Armee Anfang 1849 einen Sieg gegen die Kaiserlichen errungen hatte und in Mediasch eingezogen war, wurde er am 21. April 1849 auf Veranlassung des ungarischen Regierungskommissars in Meschen verhaftet und nach Klausenburg überführt. Hier tagte am 10. und 11. Mai das Standgericht und verurteilte ihn nach einer Prozessfarce zum Tode. Bereits am Nachmittag des 11. Mai 1849 wurde er erschossen.

Abschiedsbrief an seine Kinder (Fragment 1)

In den wenigen Stunden zwischen Verurteilung und Hinrichtung schrieb Roth einen Abschiedsbrief an seine Kinder in Meschen, in dem er auch auf einige Aspekte seines sozialen und politischen Handelns eingeht.
Ausschnitt aus einer alten Abschrift von Stephan Ludwig Roths Abschiedsbrief an seine Kinder:

„[...]

So sei es denn geschlossen in Gottes Namen.

Klausenburg am 11. Mai 1849
Stephan Ludwig Roth.
Ev. Pfarrer in Meschen.

Nachträglich muß ich noch dazusetzen, daß ich weder im Leben, noch im Tode ein Feind der ungarischen Nation gewesen bin. Mögen sie dies mir als dem Sterbenden auf mein Wort glauben, in dem Augenblick, wo sonst alle Heuchelei abfällt.“

Roth war der Großvater des Landeskonsistorialrates und Publizisten Heinrich Siegmund.

## Rezeption

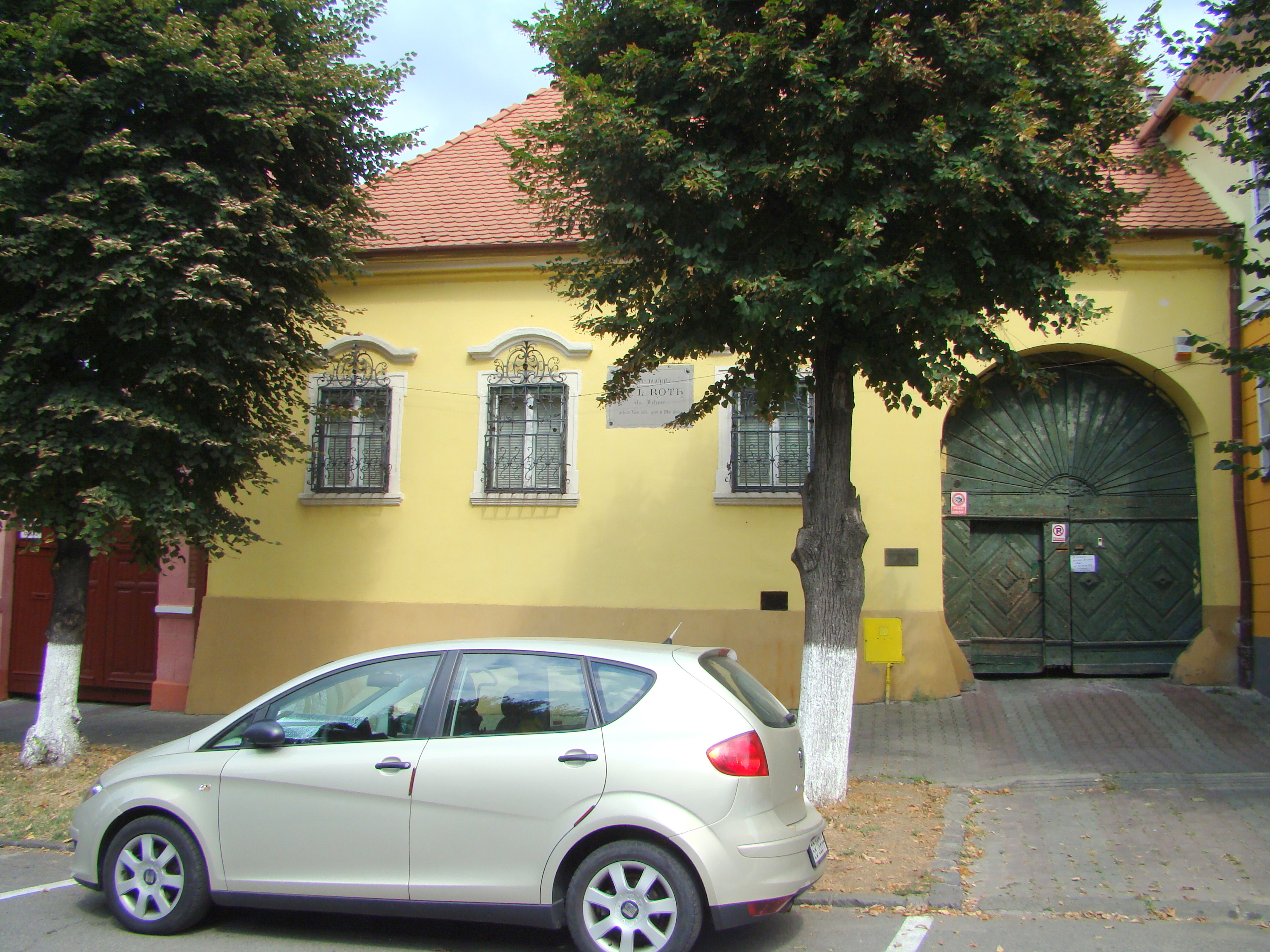
Roths Geburtshaus, heute Gedenkstätte

Das Gymnasium in Mediasch, an dem Roth jahrelang wirkte, trug seit 1919 seinen Namen und erhielt ihn nach dem Ende der kommunistischen Herrschaft wieder. Sein Geburtshaus ist heute als Gedenkhaus eingerichtet. An verschiedenen Orten, unter anderem in Salzburg und Herten, sind Straßen nach Roth benannt.
Zu Ehren Roths wurde während der Zeit des Nationalsozialismus 1939 an der Universität Tübingen eine Kameradschaft Stephan Ludwig Roth begründet. Sie ging aus der Deutschen Burse für ausländische Studenten und Handwerker hervor.

## Schriften (Auswahl)
- Das Wesen des Staates als eine Erziehungsanstalt für die Bestimmung des Menschen.
- Der Sprachkampf in Siebenbürgen. Eine Beleuchtung des Woher und Wohin? Google Books